# Gabriel Serres
Pour les articles homonymes, voir Serres.
Pas d'image ? Cliquez ici

a Compétitions nationales et continentales officielles uniquement.

Gabriel Serres, né le 14 janvier 1899 à Toulouse, où il est mort le 14 mars 1950, est un joueur de rugby à XV ayant évolué dans les années 1920 au Stade toulousain, au poste de pilier. 
Il remporte cinq titres de champion de France pour quatre finales jouées avec le club toulousain. 
Il est boulanger de profession.

## Palmarès
- Championnat de France de première division :
  - Champion (5) : 1922, 1923, 1924, 1926[3] et 1927